# Liste der Kulturdenkmäler in Eßlingen
In der Liste der Kulturdenkmäler in Eßlingen sind alle Kulturdenkmäler der rheinland-pfälzischen Ortsgemeinde Eßlingen aufgeführt. Grundlage ist die Denkmalliste des Landes Rheinland-Pfalz (Stand: 27. Juni 2022).

## Einzeldenkmäler
| Bezeichnung                                    | Lage                               | Baujahr                            | Beschreibung | Bild                           |
| ---------------------------------------------- | ---------------------------------- | ---------------------------------- | --- | ------------------------------ |
| Portal                                         | Brunnenstraße, an Nr. 1 Lage       | 1735                               | Oberlichtportal, bezeichnet 1735, aufgedoppeltes Türblatt | BW                             |
| Hofanlage                                      | Brunnenstraße 2 Lage               | zweite Hälfte des 18. Jahrhunderts | langgezogener Streckhof; Wohnhaus, zweite Hälfte des 18. Jahrhunderts, Stall und Scheune, bezeichnet 1813, zweites Wohnhaus, nach 1832, gleichzeitig Erweiterung des ersten Wohnhauses und Scheunenanbau                                            | BW                             |
| Gemeindehaus                                   | Hauptstraße 5 Lage                 | 1837                               | ehemalige Schule; eingeschossiger kleiner Putzbau, 1837 | BW                             |
| Wohnhaus                                       | Hauptstraße 13 Lage                | 17. Jahrhundert                    | Wohnhaus mit Krüppelwalmdach, bezeichnet 1813 (wohl Umbau), im Kern aus dem 17. Jahrhundert | BW                             |
| Katholische Filialkirche St. Lukas und Barbara | Hauptstraße 15 Lage                | 14. Jahrhundert                    | Chor, 14. Jahrhundert (?) mit anschließender Sakristei, Schiff 1780; Ausmalung 1935 von J. Neumanns, Luxemburg; mit Friedhof | weitere Bilder Fotos hochladen |
| Hofanlage                                      | Hauptstraße 17 Lage                | 1784                               | Zweiseithof mit Ökonomie; Wohnhaus, bezeichnet 1784, Scheune bezeichnet 1800, Ökonomie bezeichnet 1829, später verändert | BW                             |
| Hof Badenborn                                  | südlich des Ortes an der K 22 Lage | 1765                               | Streuhof; achtachsiges Wohnhaus, älterer Teil bezeichnet 1765, Wirtschaftsgebäude und Hofpflaster jünger, südlicher Stall bezeichnet 1805, Reliefstein, Spolie bezeichnet 1783; Kapelle, bezeichnet 1811; neugotisches Schaftkreuz, bezeichnet 1857 | BW                             |